# Рожок (диакритический знак)
Рожо́к (вьет. dấu móc или dấu râu) — диакритический знак, приписываемый сверху справа над буквами O и U во вьетнамском алфавите для получения букв Ơ и Ư, обозначающих неогублённые средний и закрытый задний гласные звуки [ɤː] и [ɯ]. Во вьетнамском языке Ơ и Ư входят в алфавит как отдельные буквы.